# 노브고로드 베체

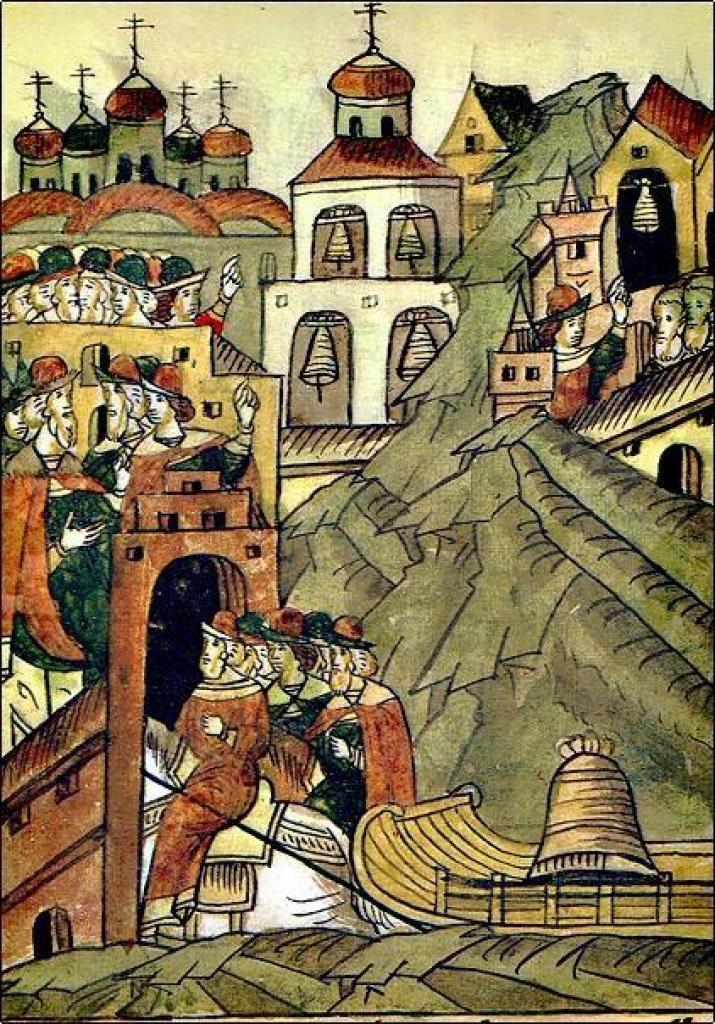
노브고로드의 베체종 제거(이반 뇌제의 그림 연대기에서 발췌).

전통 학계에 따르면, 베체(러시아어: вече)는 1478년 노브고로드 공화국이 모스크바 대공 이반 3세의 직접 통제를 받을 때까지 벨리키노브고로드의 최고 입법 및 사법 기관이었다.
베체의 기원은 모호하지만 이 지역의 부족 집회에서 유래한 것으로 추정되며, 따라서 루스 국가 이전의 것으로 여겨진다. 1136년 노브고로드 혁명으로 통치 공후가 축출된 후 베체는 최고 국가 권력이 되었지만, 노브고로드에는 세습 왕조가 세워지지 않았기 때문에 처음부터 공후의 권력은 상대적으로 제한적이었다.
전통 학설은 베체의 권한에 포사드니크, 티샤츠키, 심지어 대주교(대도시로 파견되어 봉헌됨)와 같은 마을 관리의 선출과 왕자를 초대하고 해임하는 권한도 포함시켰다. 지방 관리들이 선출되고 일부 공후들이 선출되고 해임된 것은 확실히 사실이지만, 소식통은 “그들이 불러서...” 또는 “그들이 포사드니크 직책을...” 등으로만 말하면서 배후가 정확히 누구인지에 대해서는 다소 모호하다.
전통 학계에서는 1410년 일련의 개혁을 통해 베체가 베네치아 공의회와 유사한 형태로 변모하여 의회의 상원 또는 하원이 되었다고 주장했다. 상원과 유사한 영주 의회(sovet gospod)도 만들어졌으며, 모든 전직 시장(포사드니크 및 티샤츠키)이 회원 자격을 가졌다. 일부 자료에 따르면 베체 회원은 상근직이 되었을 수 있으며, 의원들은 이제 베체드니크라고 불렸다.
베체는 1478년 노브고로드가 모스크바 대공국에게 함락된 후 폐지되었지만, 잉그리아 전쟁 중 스웨덴의 치하에서 노브고로드 베체 민주주의의 특정 요소가 복원되었다는 증거가 존재한다. 한 스웨덴 소식통은 야콥 드 라 가르디가 노브고로드의 의회에 참석했음을 시사한다.

## 상충되는 해석
최근의 일부 학자들은 이 해석에 의문을 제기한다. 베체를 이해하기 어려운 이유는 이 용어가 공식적인 입법부나 사법 기관에서 폭도나 폭동에 이르기까지 모든 종류의 사람들의 집합을 의미하는 데 사용되었기 때문이다. 발렌틴 야닌은 베체의 민주적 성격에 의문을 제기하며, 보야르가 도시를 운영했고 베체는 실제로는 보야르와 대주교로 구성된 영주 평의회에서 이미 결정이 내려진 상황에서 일반 대중이 의사 결정에 참여하고 있다는 느낌을 주는 '가짜 민주주의'였다고 주장한다.
여기에 노브고로드에는 공후 법원, 대주교 법원, 티야츠키 법원 등 일련의 사법 기관이 있었다는 사실을 더하면 베체가 사법 기관으로서 어디에 적합했는지 말하기 어렵다. 베체에서 일어난 몇몇 '처형'은 사법적 형의 집행이라기보다는 폭도들의 폭력에 의한 것으로 보인다. 요나스 그란버그는 영주 평의회(소베트 고스포드)의 존재 자체에 의문을 제기하며, 이는 매우 부족한 증거에 대한 현대 역사가들의 보간 또는 해석이라고 말했다. 마이클 C. 폴은 적어도 13세기에는 베체가 공식적으로 제도화된 의회가 되기보다는 합의 형성의 도구로 사용되었다고 주장했다.

## 절차
노브고로드 의회는 베체종을 울린 사람이라면 누구나 소환될 수 있었지만, 일반적인 절차가 더 복잡했을 가능성이 높다. 이 종은 공화주의 주권과 독립의 상징이었기 때문에 이반 3세는 도시를 장악했을 때 이 종을 모스크바로 옮겨 구시대적인 방식이 끝났다는 것을 보여주기 위해 종을 울렸다. 그 후 보야르, 상인, 일반 시민 등 도시 전체 인구가 야로슬라프궁이나 성 소피아 대성당(후자는 대성당 앞이라고 해서 블라디치노에 베체, 즉 '대주교의 베체'라고 불렸음) 앞에 모였다. 노브고로드의 자치구 또는 “변경”에서 별도의 집회가 열렸을 수 있다.